# Kebu Stewart
Kebu Omar Stewart (Brooklyn, 19 dicembre 1973) è un ex cestista statunitense.

## Carriera
È stato selezionato dai Philadelphia 76ers al secondo giro del Draft NBA 1997 (35ª scelta assoluta).
Nel 2005-06 ha giocato nella Pallacanestro Cantù, dove è arrivato dal Vojvodina Srbijagas. Vanta anche 15 presenze nella NBA, con i Philadelphia 76ers.

## Palmarès
- All-CBA First Team (2000)
- Coppa di Russia: 1

UNICS Kazan': 2002-03